# Freak
Freak (iz engleskog freak: „nakaza“) je osoba koja se bavi s određenim stvarima kao na primjer hobbyjem izvan "normalne" razine i kojoj ta stvar može činiti čak i životnu svrhu. Freak također označava i određen, najčešće neprilagođen stil života. 